# Gestionnaire d'accès aux ressources
Pour les articles homonymes, voir GAR.
Le Gestionnaire d’accès aux ressources, dit GAR, est une solution technique portée par le Ministère de l’éducation nationale et de la jeunesse de la France, et gérée par RENATER conçue pour les écoles et établissements scolaires français. Le GAR permet aux élèves d’accéder à leurs ressources en utilisant un seul identifiant, via leur espace numérique de travail (ENT).
Les principaux objectifs du GAR sont de simplifier l’accès aux ressources numériques et protéger les données personnelles des utilisateurs.

## Définition et objectifs
Porté par le ministère de l'Éducation nationale, le gestionnaire d'accès aux ressources (GAR) agit en tant qu'intermédiaire entre les espaces numériques de travail (ENT) et les fournisseurs de ressources numériques éducatives. L'interface GAR a pour objectif de développer l'usage des ressources numériques dans un cadre juridique garantissant la protection des données à caractère personnel des élèves et des enseignants en France.
Le GAR est géré par RENATER[source insuffisante].   
Le GAR a vocation à simplifier l'accès aux ressources via un seul connecteur qui anonymise les données permettant d'identifier les utilisateurs. Dans l'interview le GAR : votre atout ressources réalisée par le magazine Ludomag, le formateur national du GAR indique que cette solution constitue « une gestion facilitée avec une plateforme unique qui permet d'attribuer des ressources numériques à tous les utilisateurs de l'établissement dans un cadre de confiance. »
Le dispositif GAR s'inscrit dans la logique du règlement général sur la protection des données (RGPD) entré en vigueur le 25 mai 2018. Dans le rapport Service public numérique pour l'éducation, la Cour des Comptes indique que : « le GAR agit comme un filtre pour protéger les données à caractère personnel lors de la connexion, par exemple pour l’accès à un manuel numérique via un ENT ». L'on[Qui ?] retrouve certains principes clés du RGPD mis en application dans le GAR : responsabilisation des responsables de traitement de données, conception des services suivant une logique de protection des données personnelles et protection des données par défaut (privacy by design).    
Selon François-Xavier Hussherr, Cécile Hussherr, auteurs de l'ouvrage Construire le modèle éducatif du XXIe siècle, le GAR a été mis en œuvre car « le ministère est soucieux de la protection des données des élèves et des personnels ». Dans un contexte de développement rapide des manuels et ressources numériques, le Syndicat National de l'Édition a récemment réaffirmé l'importance de la mise en place d'un cadre pour protéger les données personnelles des élèves : « les données transitent par plusieurs systèmes. Nous attirons donc l'attention des régions afin d'organiser ensemble et de manière sécurisée le traitement de ces données dans le respect des dispositions légales, comme le permet le GAR ».

## Fonctionnement
Le GAR propose un seul connecteur pour les fournisseurs de ressources et les ENT. Il a ainsi pour « spécificité de regrouper l'ensemble des acteurs fournisseurs d'identité, fournisseurs d'attributs et fournisseurs de services autour d'accords réglementaires,juridiques, organisationnels et techniques. »
- Les établissements scolaires affectent les ressources aux élèves depuis l'interface GAR ;
- Les ENT s'accrochent au GAR pour permettre de faire le lien entre la ressource et les élèves ;
- Les fournisseurs de ressources fournissent les notices de chaque ressource pour leur accrochage au GAR.

Les élèves et enseignants dont l'établissement est accroché au GAR peuvent accéder à leurs ressources en utilisant un seul identifiant et mot de passe, directement à travers leur ENT. Adrien le Franc, formateur au GAR en académies précise dans une interview à l'article ludomag que « pour un utilisateur lambda le GAR est transparent, les ressources sont disponibles dans ce qu'on appelle le médiacentre de l'ENT ». Les élèves et enseignants ne voient que les ressources qui leur ont été attribuées. Le GAR agit ainsi comme un filtre permettant de faciliter et de sécuriser l'accès aux ressources pédagogiques numériques. Pour cela, il a recours aux standards techniques d'authentification unique les plus éprouvés (CAS, SAML). Il utilise également des standards de description des ressources internationaux (ARK) et nationaux (ScoLOMFR). 
Le GAR permet en outre la portabilité des données des élèves, dans le cas d'un changement d'établissement et/ou d'ENT.
Une entreprise, GAR Ninja, s'est spécialisée dans l'accompagnement des fournisseurs de ressources dans leurs travaux d'accrochage au GAR.

## Historique et calendrier
En mai 2014, le projet GAR est présenté aux interlocuteurs académiques aux technologies de l'information et de la communication pour l'enseignement (IATICE). Il est convenu que « le GAR permettrait, en fédérant les acteurs, de créer un cadre juridique global ainsi qu'une assistance technique pour les établissements ».
L'année suivante est lancé le Plan numérique pour l'éducation (mai 2015). Le GAR est présenté comme l'une des « briques » de l'écosystème numérique du secteur de l'éducation nationale.
En mai 2016, le Ministère de l'Éducation nationale sollicite l'avis de la Commission nationale de l'informatique et des libertés (CNIL) sur le fondement de la Loi informatique et libertés. 
Septembre 2017 marque le début de la mise en œuvre du GAR sur un périmètre pilote. La CNIL publie son avis sur le projet d'arrêté relatif à la mise en œuvre du GAR. Elle se positionne favorablement au GAR, et préconise d'aller plus loin, notamment en rendant le dispositif obligatoire pour ceux qui ont les moyens de s'accrocher. L'arrêté relatif à la mise en œuvre du GAR est publié le 18 décembre 2017. 
Le pilote, lancé pour la rentrée scolaire de septembre 2017, avait pour périmètre 9 académies et 10 projets ENT, couvrant 82 collèges et lycées. Le GAR a d'abord concerné les établissements du second degré, pour ensuite s'élargir aux écoles primaires et aux établissements agricoles. Son déploiement, débuté en janvier 2018, se poursuit aujourd'hui pour couvrir l'ensemble du besoin national dans le primaire et le secondaire.    
En mai 2019, 1925 établissements sont connectés dans 15 académies et 13 projets ENT, soit plus d'un million d'élèves et d'enseignants. Ce déploiement concerne également l'ensemble des usages liés aux applications mobiles.   
Du côté des fournisseurs de ressources, les derniers chiffres annoncent 56 éditeurs accrochés au GAR, avec plus d'une dizaine en cours d'accrochage prévu pour la rentrée scolaire 2019.   
A la rentrée 2019, 4000 établissements seront accrochés au GAR, soit 2,5 millions d'élèves dont les données personnelles seront protégées.

## Projets similaires dans le monde

### ENTREE: un système d'authentification fédérée aux Pays-Bas
Aux Pays-Bas, l'agence Kennisnet Ict op school développe depuis 1999 un dispositif similaire au GAR : le dispositif ENTREE, un système d'authentification sécurisé et unique (Single Sign On). Celui-ci fonctionne sous forme de fédération d'acteurs (VLE, éditeurs, établissements...). Chaque membre de la fédération peut être un point d'accès et le dispositif ENTREE certifie à tous les autres membres l'identité de l'utilisateur. 
En 2012, ENTREE affichait trois millions de login, et 65% des établissements du secondaire étaient compatibles avec le dispositif, ainsi que la plupart des fournisseurs de ressources pédagogiques et plusieurs sites gouvernementaux. 

### UNI-Login: Une solution pour la protection des données personnelles au Danemark
Le Danemark a mis en place UNI-Login, un identifiant unique permettant aux élèves, parents d'élèves et enseignants d'accéder de manière sécurisée à des ressources pédagogiques et autres services éducatifs en ligne. Cette solution permet l'authentification, la vérification des droits et la redirection à partir des espaces numériques de travail de la plupart des établissements scolaires danois.

### Un éventail de solutions privées aux États-Unis
Aux États-Unis, on assiste depuis quelques années à l'émergence d'entreprises proposant des solutions suivant une logique similaire à celle du GAR : 
- La solution développée par l'entreprise Clever, déployée dans vingt régions scolaires et 60 000 écoles américaines pour un total de 3,1 millions d'utilisateurs réguliers (selon les chiffres communiqués par l'entreprise). Son portail de Single Sign On permet aux élèves et aux enseignants d'accéder en un clic à de ressources et applications personnalisées en fonction de leurs usages[17].
- L'outil de gestion à destination des enseignants développé par l'entreprise LearnPlatform, utilisé dans 50 écoles réparties dans 43 États, soit environ 100 000 enseignants. Celui-ci permet aux enseignants de partager des contenus et des bonnes pratiques avec leurs pairs, d'organiser et analyser leurs classes afin d'améliorer leurs pratiques pédagogiques et de faire un inventaire  des ressources numériques à disposition de leurs élèves et de leurs usages[18].